# Gab (social network)
Gab è una piattaforma di microblogging e social network statunitense, nota per la sua utenza appartenente all'estrema destra. Spesso descritta come un ritrovo per neonazisti, razzisti, suprematisti, nazionalisti bianchi, antisemiti, membri dell'alt-right, sostenitori di Donald Trump, conservatori, libertari di destra e sostenitori di teorie del complotto come Qanon,
Gab ha attratto gruppi espulsi da altre piattaforme social o alla ricerca di alternative alle piattaforme più diffuse. Fondato nel 2016 e aperto al pubblico a maggio del 2017, il sito afferma di promuovere la libertà di parola, la libertà individuale, "la libera diffusione delle informazioni online" e i valori cristiani. Ricercatori e giornalisti hanno descritto tali affermazioni come tentativi di camuffare la natura estremista della piattaforma. L'antisemitismo è fortemente presente fra i contenuti del sito e la stessa azienda che gestisce il sito ha diffuso comunicati antisemiti. Il CEO dell'azienda, Andrew Torba, che ha sede in Pennsylvania, è un sostenitore della teoria del complotto del genocidio bianco.
Diverse inchieste hanno ricollegato la piattaforma a fenomeni di radicalizzazione che hanno portato a episodi di violenza nel mondo reale. Il sito ha ricevuto particolari critiche in seguito alla sparatoria alla sinagoga di Pittsburgh del 2018, in quanto l'attentatore, Robert Gregory Bowers, era solito pubblicare contenuti estremistici e antisemiti sulla piattaforma, oltre a messaggi che indicavano la sua intenzione di compiere gesti violenti immediatamente prima della sparatoria. Subito dopo l'attacco il sito è stato messo offline dal proprio fornitore di hosting e diverse piattaforme di pagamento hanno sospeso ogni contratto con esso. Nel 2021 Gab è stato fra le piattaforme usate per pianificare l'assalto al Campidoglio degli Stati Uniti del sei gennaio messo in atto da sostenitori dell'ex presidente Donald Trump a seguito della sua mancata accettazione della sconfitta subita alle elezioni presidenziali del novembre 2020.
Le funzionalità di Gab sono simili a quelle di Twitter, gli utenti possono pubblicare post, creare gruppi, scambiarsi messaggi privati, creare dirette e acquistare prodotti. L'azienda fornisce anche un servizio di posta elettronica, un servizio di messaggistica, un aggregatore di notizie, una piattaforma pubblicitaria, un browser web ed estensioni per browser per commentare siti di terze parti.

## Descrizione
Gab afferma di promuovere la libertà di parola e la libertà individuale. Gli utenti di Gab possono pubblicare post, avviare chat private, unirsi a gruppi, trasmettere in streaming e acquistare prodotti. La società gestisce anche un servizio di posta elettronica, un servizio di messaggi di testo, un sito Web di aggregazione di notizie, una piattaforma pubblicitaria, un browser Web e un'estensione del browser per consentire di commentare siti Web di terze parti. Nel luglio 2019, Gab ha cambiato la sua infrastruttura software in un fork Mastodon, una piattaforma di social network gratuita e open source. Mastodon ha pubblicato una dichiarazione di protesta, denunciando Gab come un tentativo di "monetizzare e promuovere contenuti razzisti mentre si nasconde dietro il vessillo della libertà di parola.
Gab è stata lanciata il 15 agosto 2016 in versione beta per poi essere pubblicata nel maggio 2017. Gab è stata descritta come una piattaforma di microblogging simile a Twitter. Il sito ha suscitato l'attenzione pubblica quando, in seguito alla sparatoria alla sinagoga di Pittsburgh nell'ottobre 2018, si è scoperto che l'unico sospettato dell'attacco, Robert Gregory Bowers, aveva pubblicato un messaggio su Gab con intenzioni violente. Dopo la sparatoria, Gab è andato per un breve periodo offline quando il suo provider di hosting gli ha negato il servizio.